# Sympetrum eroticum
Sympetrum eroticum är en trollsländeart. Sympetrum eroticum ingår i släktet ängstrollsländor, och familjen segeltrollsländor. IUCN kategoriserar arten globalt som livskraftig.

## Underarter
Arten delas in i följande underarter:
- S. e. ardens
- S. e. eroticum

## Bildgalleri

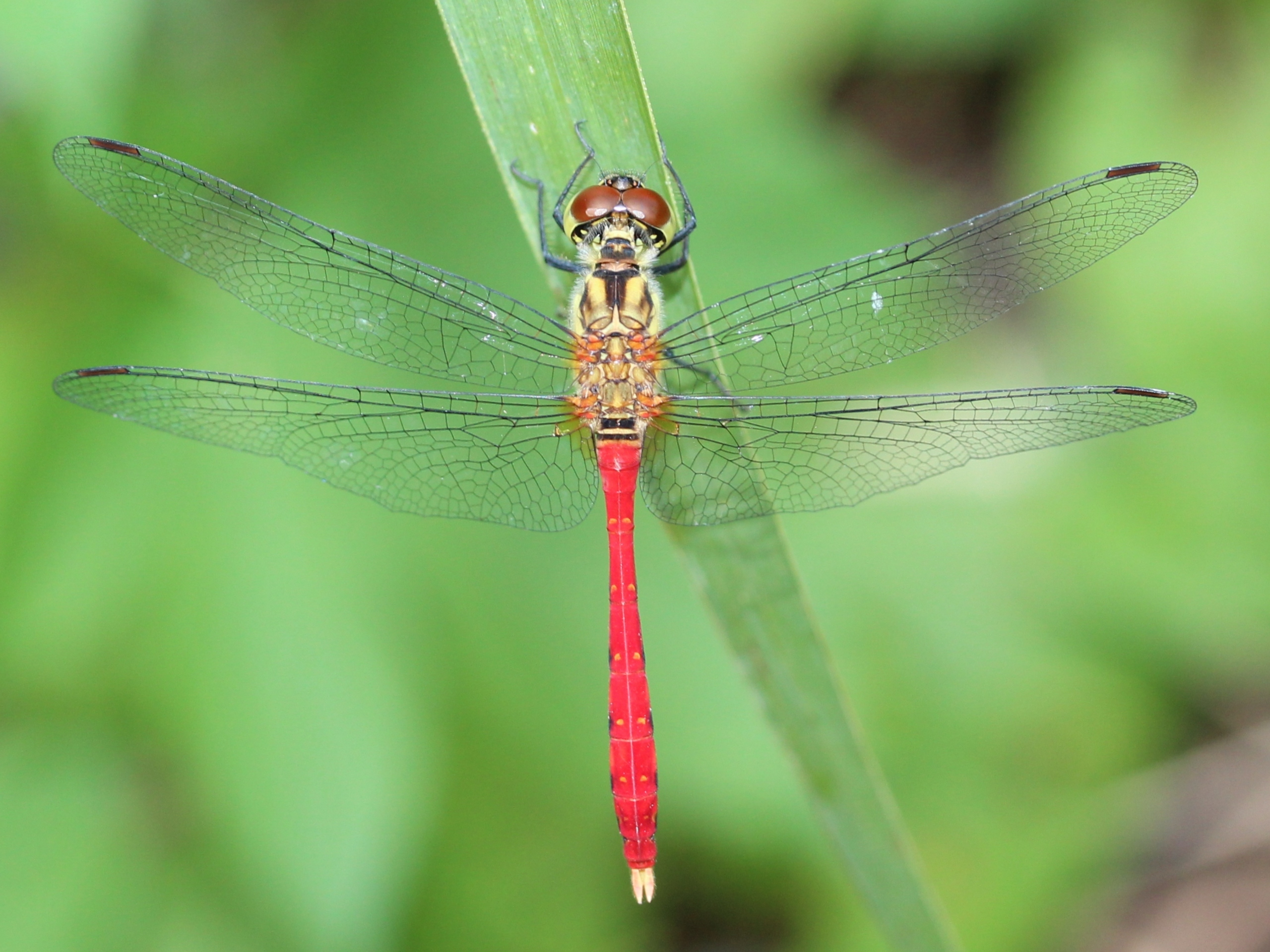
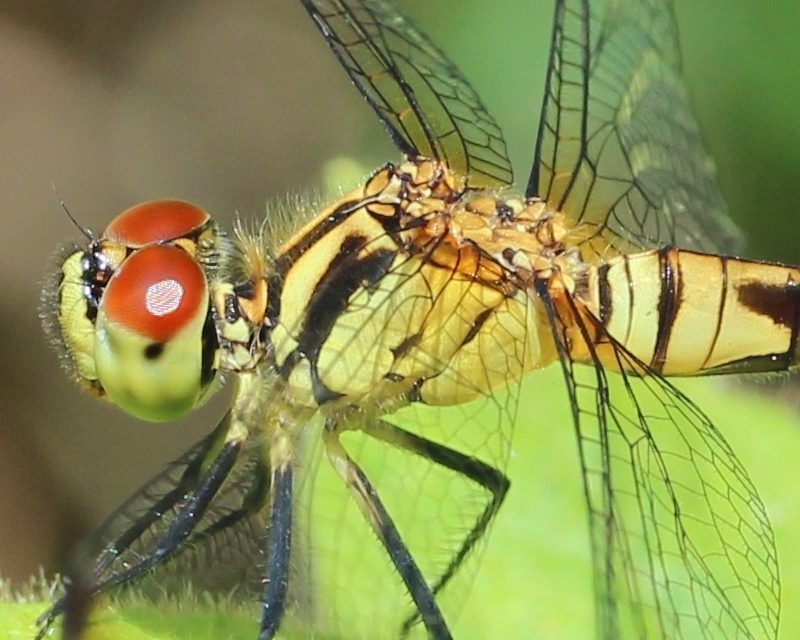
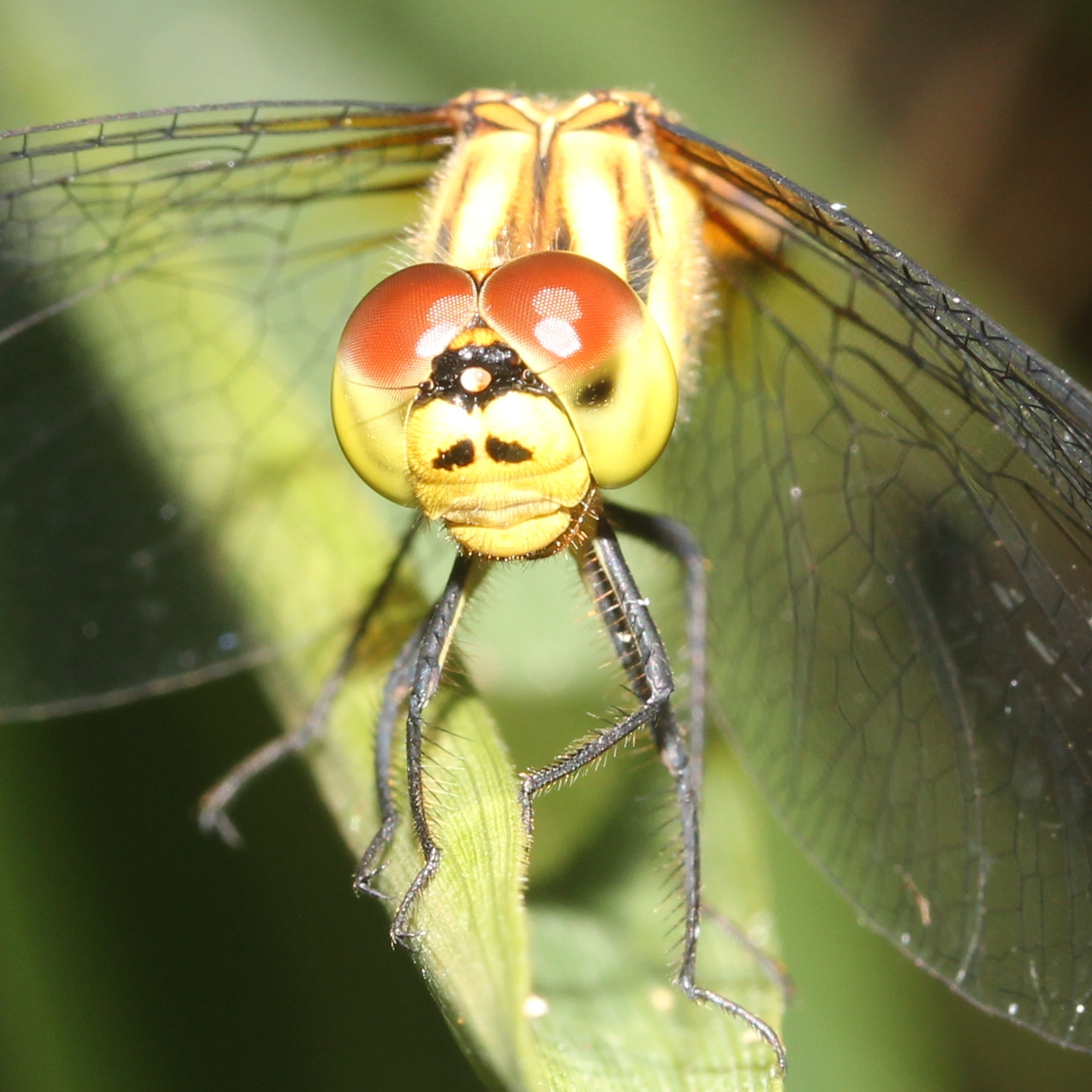
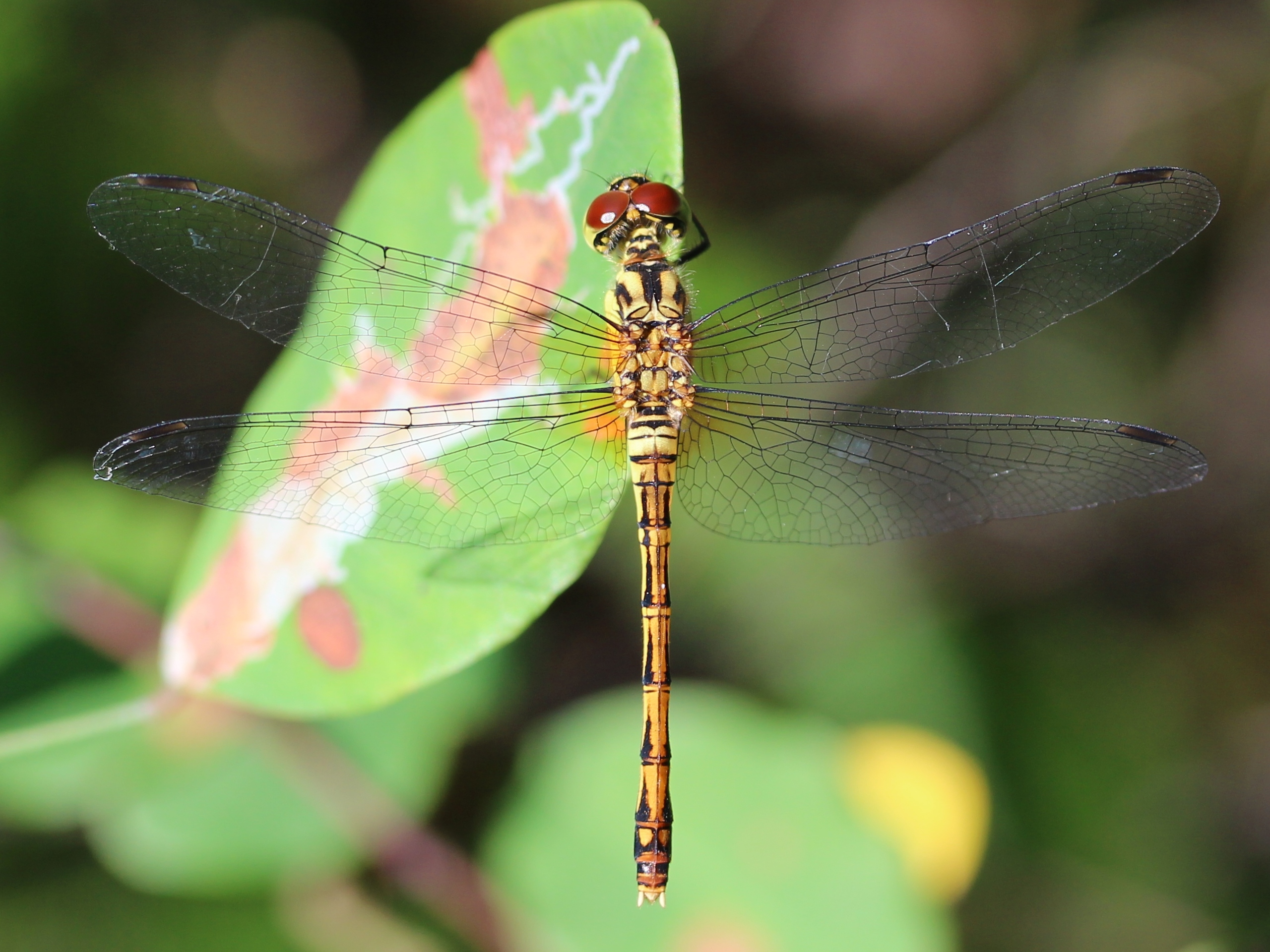